# فرودگاه بانتری
فرودگاه بانتری (به انگلیسی: Bantry Aerodrome) یک فرودگاه خصوصی با کد یاتا BTY است که یک باند فرود آسفالت دارد و طول باند آن ۳۹۰ متر است. این فرودگاه در شهر بانتری کشور ایرلند قرار دارد و در ارتفاع ۲ متری از سطح دریا واقع شده‌است.